# Francisco Rodríguez Martín
Francisco Rodríguez Martín (Ávila, España, 4 de junio de 1942) es un exfutbolista español que se desempeñaba como defensa.

## Clubes
| Club                            | País   | Año       |
| ------------------------------- | ------ | --------- |
| R. S. Gimnástica de Torrelavega | España | 1966-1968 |
| Real Oviedo                     | España | 1968-1972 |